# 十念寺 (桑名市)
十念寺（じゅうねんじ）は、三重県桑名市伝馬町にある浄土宗の寺院。山号は仏光山。院号は九品院。本尊は阿弥陀如来。毎年11月23日に七福神まつりが開かれる。

## 歴史
この寺は、757年（天平宝字元年）行基によって創建されたと伝えられ、当初は現在の三重県三重郡菰野町にあったが、その後寺地を転々とし現在地に移ったのは慶長年間（1596年 - 1615年）のことである。

## 文化財

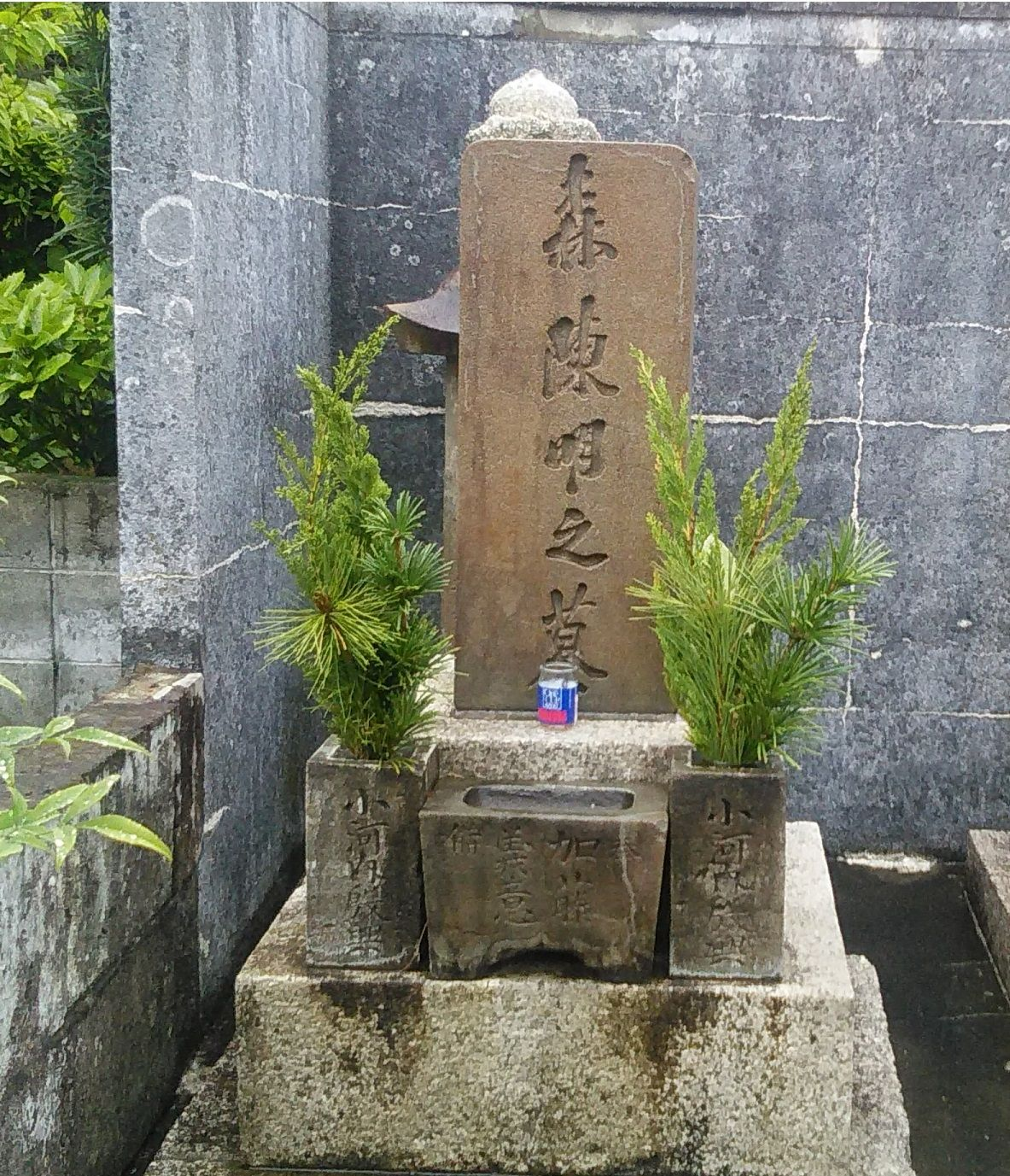
森陳明の墓

- 三重県指定文化財
  - 金地著色祭礼図屏風
- 桑名市指定文化財
  - 絹本著色当麻曼荼羅
  - 絹本著色仏涅槃図
- 森陳明の墓桑名市指定史跡
  - 森陳明（つらあき）之墓